# Menetia greyii
Espèce
Menetia greyii est une espèce de sauriens de la famille des Scincidae.

## Répartition
Cette espèce est endémique d'Australie. Elle se rencontre en Australie-Occidentale, dans le Territoire du Nord, au Queensland, en Nouvelle-Galles du Sud, en Australie-Méridionale et au Victoria.

## Description
C'est un saurien parthénogénétique.

## Publication originale
- Gray, 1845 : Catalogue of the specimens of lizards in the collection of the British Museum, p. 1-289 (texte intégral).